# 코로나19 범유행이 종교에 준 영향
코로나바이러스감염증-19 범유행은 여러 면에서 종교에 영향을 주었다. 그것들은 예배 취소, 주일 학교 폐쇄, 순례 취소, 그리고 종교적 기념일을 포함하고 있다. 많은 교회, 유대교 회당, 모스크 및 사찰이 전염병 가운데 생중계를 통해 예배를 하였다.
종교 단체의 구호 활동은 소독 용품, 전동식 공기 정화 호흡기, 안면 가리개, 장갑, 코로나 바이러스 핵산 검출 시약, 인공 호흡기, 환자 모니터, 주사기 펌프, 주입 펌프 및 영향을받는 지역으로 음식을 파견했다. 교회들은 대중에게 무료 COVID-19 테스트를 제공했다. 많은 종교인들이 모여 COVID-19 감염된 사람들 전염병의 종식위하여 또한 그 병과 싸우는 의사들과 과학자들을 위하여 지혜가 있기를 위하여 기도한다.

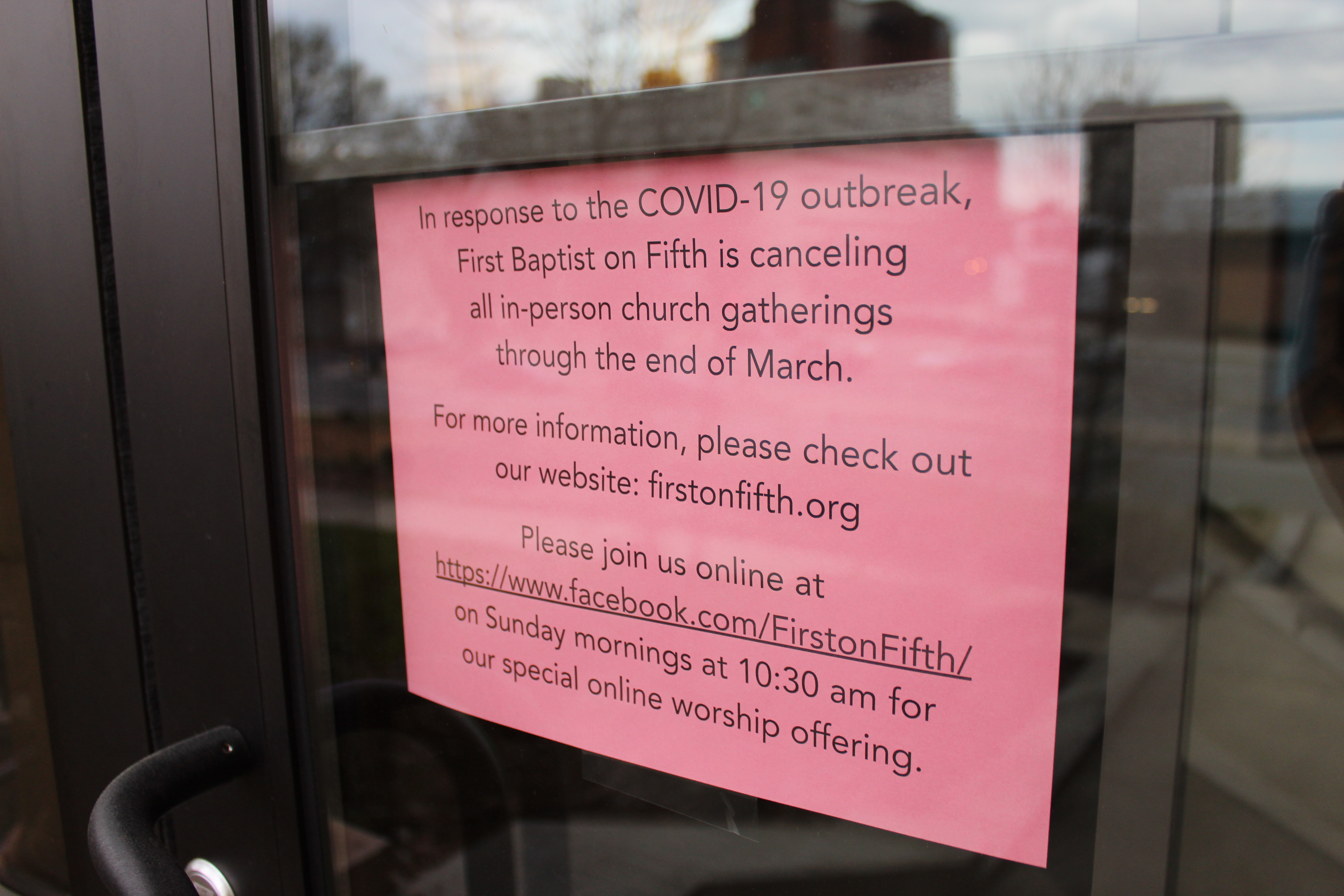
코로나 바이러스로 인해 일시적으로 폐쇄 된 침례교 기독교 교회의 표시

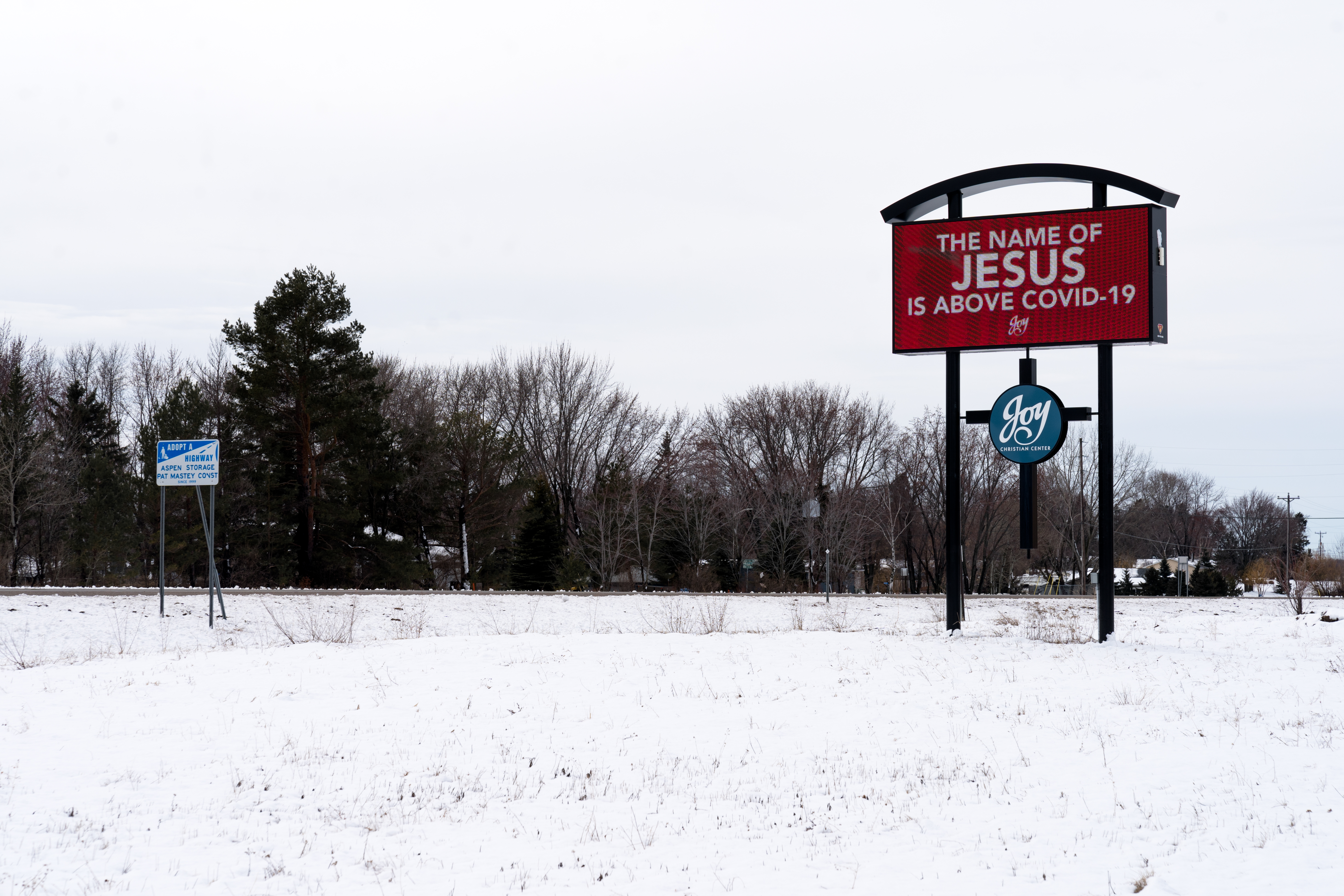
"예수의 이름은 COVID-19 위에 있다": 미네소타주 세인트 클라우드에 있는 Joy Christian Center의 간판 메시지

## 같이 보기
- COVID-19 전염병이 교육에 미치는 영향
- 코로나19 범유행의 영화계 여파